# يلشين رزازاده
يلشين رزازاده (31 ديسمبر 1946 - 22 فبراير 2021) كان مغني بوب أذربيجاني من الفترة السوفيتية. اشتهر بصوت واضح وصوت مثالي.

## الحياة المهنية
في عام 1963 درس التمثيل في مدرسة السينما في باكو بأذربيجان. بعد الانتهاء من دراسته ذهب إلى المعهد الموسيقي حيث درس الصوت. تمت دعوته للعمل كعازف منفرد في الإذاعة والتلفزيون الحكوميين. في أوائل السبعينيات شارك في فصول الماجستير في لاسكالا في ميلانو لتطوير مهاراته الصوتية. كتب بعض أفضل الملحنين في ذلك الوقت بما في ذلك جهانجير جهانجيروف وتوفيج غولييف وأمين سابيتوغلو.
من الحقبة السوفيتية حتى عام 1989 اشتهر بغناءه في الأفلام التي صنعت في أذربيجان.
كان يعيش في باكو أذربيجان، ويقوم بتدريس دروس صوتية في المعهد الموسيقي المحلي.
توفي يلشين رزازاده عام 2021.